# Skovhus Vænge
55°28′10″N 12°05′15″Ø / 55.46944°N 12.08750°Ø
Skovhus vænge er en mindre skov i Køge Kommune, beligende langs den vestligste tilbageværende del af Køge Ås og gennemløbes af Køge Å. Den afgrænses mod vest af motorvej E47, mod øst af landsbyen Lellinge. Skoven på ca. 70 ha består hovedsageligt af skrænter der falder ned mod Køge Å, flere steder ganske stejlt. Skoven hører under Vallø Stift og drives som lystskov. Den dominerende træart er bøg, hvoraf nogle af træerne på skrænterne er naturlige. På de jævnere omårder er en del bøg plantet, men også enkelte områder med nåletræer. Der forekommer desuden egebevoksning fra starten af 1800-tallet, samt vild opvækst af ær og elm. Faldne træer får lov at ligge til glæde for dyre- og svampelivet i området.
Køge Å har i området skåret sig så dybt ned gennem jordlagene, at man i bunden kan finde aflejringer fra før istiderne. Her finder man bl.a. grønsandsten overlejret på danienkalk. En række stier gør skoven nemt tilgængelig, og den gennemløbes også af Køge Å stien.